# Терновка (Владимирская область)
Терновка — село в Юрьев-Польском районе Владимирской области России, входит в состав Красносельского сельского поселения.

## География
Село расположено на берегу речки Вошенка в 13 км на юг от райцентра города Юрьев-Польский.

## История
До революции село называлось Вошня. В патриарших книгах 1645-1647 годов есть упоминание о церкви Рождества Христова в Вошне. В окладных патриарших книгах 1654 года показана церковь с другим престолом — в честь Рождества Пресвятой Богородицы в поместье Ивана и Кузьмы Акинфовых и князя Василия Хилкова. В 1866 году в селе была построена каменная церковь с колокольней в честь Рождества Пресвятой Богородицы. В 1893 году приход состоял из села Вошня и деревень: Орловка, Щадино, Хапиловка, Лапушня и сельца Дворяткино. Всех дворов в приходе 145, мужчин — 419, женщин — 457. В годы Советской Власти церковь была полностью разрушена.
В конце XIX — начале XX века село входило в состав Семьинской волости Юрьевского уезда.
С 1929 года село входило в состав Семьинского сельсовета Юрьев-Польского района, с 1965 года — в составе Кучковского сельсовета.
14 февраля 1966 года деревня Вошня была переименована в деревню Терновка.

## Население
| 1859 |
| ---- |
| 412  |

| 1859 | 2002 | 2010 | 2021 |
| ---- | ---- | ---- | ---- |
| 412  | ↘4   | ↘0   | →0   |